# Protocolo Rimini
O Protocolo Rimini é uma proposta feita pelo geólogo Colin Campbell. O objetivo é estabilizar os preços do petróleo e minimizar os efeitos do pico do petróleo. Recebeu o nome em homenagem à XXIX. Conferência Anual A Economia do Caminho Nobre: Direitos Fraternais, Sociedade Convivial, Partilhas Justas para Todos do Centro Internacional de Pesquisa Pio Manzù em Rimini, Itália, de 18 a 20 de outubro de 2003, onde Campbell apresentou a sua ideia de um protocolo de esgotamento de petróleo. Poucos meses depois, ele publicou, juntamente com Kjell Aleklett, o chefe do Grupo de Estudo da Depleção de Hidrocarbonetos de Uppsala, um texto ligeiramente refinado sob o nome de Protocolo de Uppsala.

## Mecanismo básico

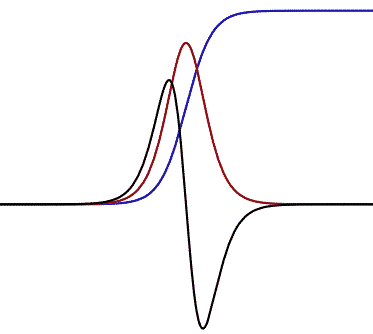
Diagrama esquemático com produção cumulativa de um recurso finito em azul, produção anual em vermelho e taxa de crescimento em preto.

Para amenizar os efeitos do pico do petróleo e administrar o longo declínio na segunda metade da era do petróleo, os países produtores não produziriam petróleo acima da sua atual taxa de esgotamento nacional: ou seja, grosso modo, o petróleo usado ou exportado deve ser igual ao petróleo produzido ou importado. Além disso, seria necessário que os países importadores estabilizassem as suas importações nos níveis atuais e adequassem o seu consumo à taxa de declínio global. Os países consumidores devem reduzir ativamente o consumo de petróleo a cada ano, de acordo com a taxa de declínio global (na época estimada em ~2,6%). Isto teria o efeito de manter os preços mundiais razoáveis sem choques de preços e permitiria que os países do Terceiro Mundo pudessem suportar as suas importações de petróleo.
O protocolo consiste - além de introduzir considerações e uma lista de objetivos - nas seguintes disposições:
Nenhum país produzirá petróleo acima da sua actual Taxa de Esgotamento, sendo esta definida como a produção anual como uma percentagem da quantidade estimada que resta para produzir;
 
Cada país importador reduzirá as suas importações para corresponder à atual Taxa de Esgotamento Mundial, deduzindo qualquer produção local.— Colin J. Campbell Proposta na Conferência Pio Manzu de 2003, e para ser o tema central da Conferência Pio Manzu de 2005, Rimini, Itália

## As próprias palavras de Campbell
Campbell também enfatiza a necessidade de superar princípios ultrapassados de crescimento económico. Ele afirma (maio de 2004): "os fundamentalistas económicos... têm estes princípios económicos realmente ultrapassados herdados da Revolução Industrial, quando o mundo era realmente grande e o escopo para as atividades do Homem era naquela época mais ou menos infinito. ... estes princípios económicos... são de natureza muito curta... estas pessoas que dizem que não pode haver escassez num mercado aberto e o seu grito de guerra é liberalizar os mercados - estas pessoas tornaram-se realmente o inimigo..." Como tal, Campbell critica fortemente aqueles que aceleram a crise do pico do petróleo, em vez de tomar medidas para reduzi-la, como ele recomenda.
Campbell fundamenta a previsão da iminente crise urgente do "pico do petróleo" fazendo referência à Arábia Saudita, uma nação que abrange uma região geográfica onde há uma enorme concentração de petróleo. Campbell levanta a hipótese: "Acho que até os sauditas sempre desenvolveriam os maiores primeiro. Então, o maior campo do mundo é Ghawar, com 80 mil milhões nele, talvez, você sai dessa tendência para Safaniya com 35 talvez, Hanifah cerca de 12 e Shaybah 15, e você desce. Se eles desenvolverem os grandes primeiro, o que se deve supor que fizeram, você está bem, ainda bons campos de petróleo, mas de uma escala modesta, e então suponho que as outras descobertas que eles fizeram são menores por ordens de magnitude... é bastante evidente que isso não chega perto do passado."

## Apoio político
O apoio ao Protocolo de Rimini foi encontrado até mesmo entre políticos aposentados. Yves Cochet, ex-ministro do Meio Ambiente da França e autor de Apocalipse Pétrole, tem se mostrado solidário. O endosso mais próximo do Protocolo de Rimini por políticos pode ser encontrado em The Oil Depletion Protocol: A Plan to Avert Oil Wars, Terrorism and Economic Collapse (Heinberg, 2006). O seu autor afirma no prefácio que seu livro foi escrito com a "colaboração silenciosa" (p. XI) do já mencionado Colin Campbell, o geólogo de petróleo que primeiro propôs o Protocolo de Rimini ao lado de Kjell Aleklett. A lista de ex-políticos que endossam este livro (e, sem dúvida, por extensão, o Protocolo de Rimini) é a seguinte: Andrew McNamara, deputado, Parlamento de Queensland, Austrália; Roscoe G. Bartlett, congressista dos EUA pertencente ao Partido Republicano; e Michael Meacher, ex-membro do parlamento do Reino Unido pertencente ao Partido Trabalhista. A respeito disso, Campbell proclama: "E então... você tem as pessoas que eu chamo de Renegados. Estes são políticos seniores que agora estão fora do poder e sendo libertados do sistema, são capazes de dizer a verdade. E alguns deles o fazem."